# Nullotitan
Nullotitan glaciaris
Genre
Espèce
Nullotitan (signifiant « géant de Nullo », en l'honneur du géologue Francisco E. Nullo) est un genre fossile de dinosaures Titanosauria Lithostrotia de la formation Chorrillo (en) de la province de Santa Cruz en Argentine. Le type et la seule espèce est Nullotitan glaciaris. Il était un contemporain de l'Ornithopoda Isasicursor qui a été décrit dans le même article.

## Découverte et dénomination

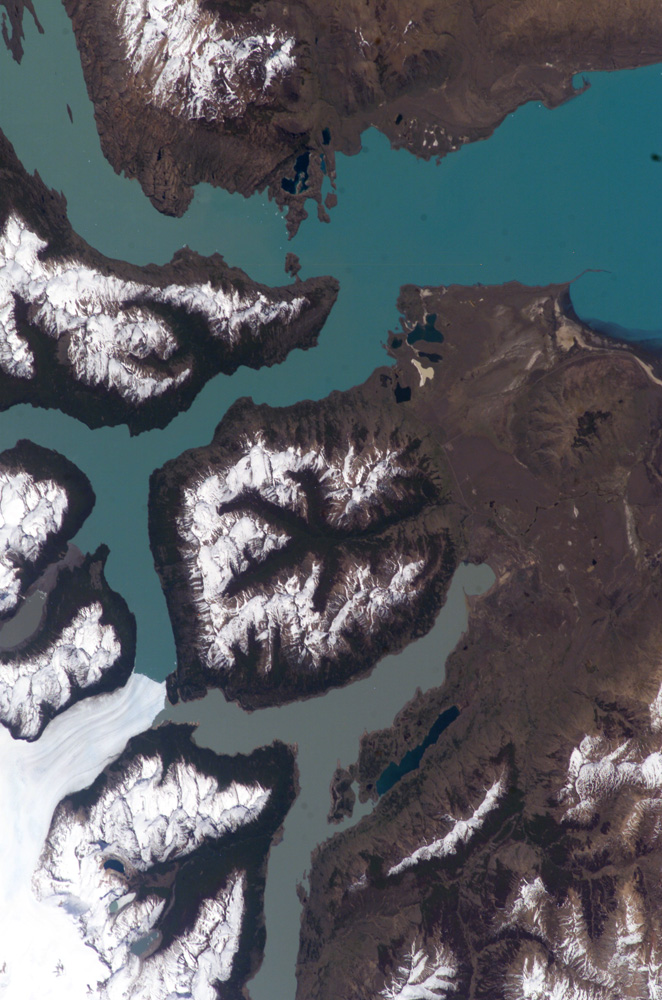
Image satellite du site de la Formation Chorrillo (au milieu à droite), l'unité géologique d'où ont été découverts les restes du Nullotitan. En bas à gauche, on voit le glacier Perito Moreno.

En 1980, le géologue Francisco E. Nullo a remarqué la présence d'ossements de Sauropoda sur une colline de l'Estancia Alta Vista, au sud de la rivière Centinela dans la province de Santa Cruz en Argentine. Il a signalé ces découvertes au paléontologue de l'époque, José Bonaparte. Ce dernier a déterré une grande vertèbre cervicale en 1981 et l'a identifiée comme un Antarctosaurus. L'ancien site a été déplacé et de nouvelles fouilles ont été menées du 13 au 17 janvier et du 14 au 19 mars 2019, et un nouveau site a été découvert sur l'Estancia La Anita. Une toute nouvelle faune a été mise au jour sur une zone de 2 000 kilomètres carrés, y compris six concentrations d'ossements pouvant être attribués à la découverte originale, qui est désormais reconnue comme une nouvelle espèce de sauropode. 
En 2019, l'espèce type Nullotitan glaciaris a été nommée et décrite par Fernando Emilio Novas et al., (Federico Lisandro Agnolin, Sebastián Rozadilla, Alexis Mauro Aranciaga-Rolando, Federico Brisson-Egli, Matias Javier Motta, Mauricio Cerroni, Martín Dario Ezcurra, Agustín Guillermo Martinelli, Julia S. D´Angelo, Gerardo Alvarez -Herrera, Adriel Roberto Gentil, Sergio Bogan, Nicolás Roberto Chimento, Jordi Alexis García-Marsà, Gastón Lo Coco, Sergio Eduardo Miquel, Fátima F. Brito, Ezequiel Ignacio Vera, Valeria Susana Perez Loinaze, Mariela Soledad Fernández and Leonardo Salgado). Le grand nombre d'auteurs est la conséquence du fait que l'article décrit l'ensemble de la faune dans laquelle chaque expert a apporté sa contribution. Le nom du genre honore Nullo et relie son nom à un « titan » grec, en référence à la grande race de géants puissants, les Titans de la mythologie grecque. La désignation de l'espèce fait référence au glacier Perito Moreno qui est visible depuis le site. 
L'holotype, MACN-PV 18644, MPM 21542, se trouve dans une couche de la formation inférieure de Chorillo qui date du Campanien - Maastrichtien. Il s'agit d'un squelette partiel sans crâne. Sont conservés : une troisième vertèbre cervicale (le spécimen MACN-PV 18644 trouvé par Bonaparte en 1981), des vertèbres caudales, des côtes, une omoplate gauche, les extrémités d'un os de cuisse droit, un tibia droit, un os de mollet droit et un os de cheville droit. Ces os ont été trouvés éparpillés mais on pense qu'ils représentent un seul individu. 
En outre, divers spécimens ont été attribués. MPM 21545 est un squelette épars dont on ne retrouve qu'un humérus, une côte et une vertèbre. Il se trouvait à une centaine de mètres de l'holotype et plus haut sur la pente de sorte qu'il s'agit probablement d'un autre individu qui est aussi nettement plus petit que le spécimen type. MPM 21546 consiste en des vertèbres arrières de la queue séparées. MPM 21547 est constitué d'une série de cinq vertèbres caudales médianes trouvées dans une position différente. Elles n'ont pas encore été dégagées. MPM 21548 a été trouvé dans une position différente et consiste en un tibia gauche. A quelques mètres de là se trouvait le spécimen MPM 21549, une vertèbre centrale antérieure. Des coquilles d’œufs et des dents de sauropodes sont également conservées à cet endroit. Aucun ostéoderme n'a été trouvé. Les fossiles font partie de la collection du Museo Regional Provincial « Padre Molina », à l'exception de la vertèbre cervicale originale qui est conservée au Museo Argentino de Ciencias Naturales « Bernardino Rivadavia ». 

## Description

Comparaison de la taille de dinosaures de la formation Chorrillo avec un humain.

### Taille et caractéristiques distinctives
Nullotitan est un énorme sauropode. Les restes retrouvés de l'holotype indiquent un animal de plus de 20 mètres de long.
Les descripteurs ont pu identifier certains traits distinctifs. Deux d'entre eux sont des autapomorphies, des propriétés dérivées uniques. Les vertèbres caudales antérieures et médianes ont des côtés et des dessous érodés par de nombreuses et larges dépressions qui ne percent pas la paroi osseuse. Vu de l'avant ou de l'arrière, le péroné présente une courbure étonnante et ondulée.
En outre, il existe une combinaison unique de caractéristiques qui ne sont pas uniques en soi. Les corps vertébraux des vertèbres antérieures de la queue sont remarquablement courts, deux fois plus larges que longue horizontalement. Au niveau de la vertèbre caudale médiane, il y a un grand creux sur le côté qui est recouvert par le dessus par la saillie latérale. Les vertèbres caudales ne sont pas pneumatisées. Les vertèbres caudales médianes présentent sur leur face inférieure un profond creux longitudinal délimité par deux crêtes épaisses. L'extrémité inférieure du tibia est aplatie de l'avant vers l'arrière et plus élargie en largeur que chez les autres Titanosauria.

### Squelette
La vertèbre cervicale de l'holotype est allongée avec une longueur de 45 centimètres et plutôt basse avec une hauteur de 22 centimètres , à part l'arc vertébral brisé. Le côté est percé d'un grand pleurocèle ovale. Le fond est plat. L'os présente à l'intérieur de nombreuses petites chambres à air.
Les vertèbres caudales antérieures ont une facette antérieure ovale. Les côtés sont en pente raide vers le bas. Les saillies latérales sont hautes et aplaties d'avant en arrière. La première vertèbre caudale mesure environ vingt-cinq centimètres de long et quarante de large. Les creux sur les côtés sont répartis de façon aléatoire, séparés par des crêtes. Ils sont allongés et s'étendent dans le sens de la longueur. Des tendons épaxiaux y étaient peut-être ancrés, maintenant la queue en place. Les spires médians de la queue sont carrés en vue latérale, ont un cotyle convexe à l'arrière, un profond creux longitudinal sur la face inférieure, des évidements nombreux mais moins profonds, et de courtes saillies latérales coniques placées à mi-hauteur. Le musculus caudofemoralis, le grand muscle rétracteur qui tirait le fémur en arrière, se prolongeait jusqu'à la seizième vertèbre. Les vertèbres postérieures de la queue sont allongées, aplaties et avec un cotyle conique.
L'omoplate présente peu de détails. Il y a une bosse à l'intérieur, au-dessus du niveau du processus acromial, près des bords antérieur et supérieur. A l'intérieur, il y a également une protubérance sur le bord inférieur.
L'humérus de MPM 21545 mesure 114 centimètres de long. Il est relativement mince. La crête du triangle est relativement courte, le bord inférieur se situant à un quart de la longueur du fémur mesurée depuis le haut, ce qui constitue une caractéristique de base.
Le fémur a des nodules articulaires inférieurs qui sont à peu près de la même taille. La tige inférieure est fortement aplatie d'avant en arrière, jusqu'à 10 centimètres. Le tibia de l'holotype a une longueur de 105 centimètres. Il est robuste et extrêmement large à la base. Le péroné mesure 109 centimètres . Il est robuste mais pas extrême. La tige se verrouille vers l'extérieur. Les extrémités sont fortement élargies d'avant en arrière. La surface supérieure est horizontale. La patte a une branche montante basse et un fort élargissement à l'intérieur.

## Phylogénie
Nullotitan a été placé au sein des Titanosauria dans les Lithostrotia en 2021 par I. Cerda et al.,,.